# Stone Sour
Gli Stone Sour sono stati un gruppo alternative metal statunitense, formatosi a Des Moines, Iowa, nel 1992.

## Storia del gruppo

### Gli inizi (1992-1997)

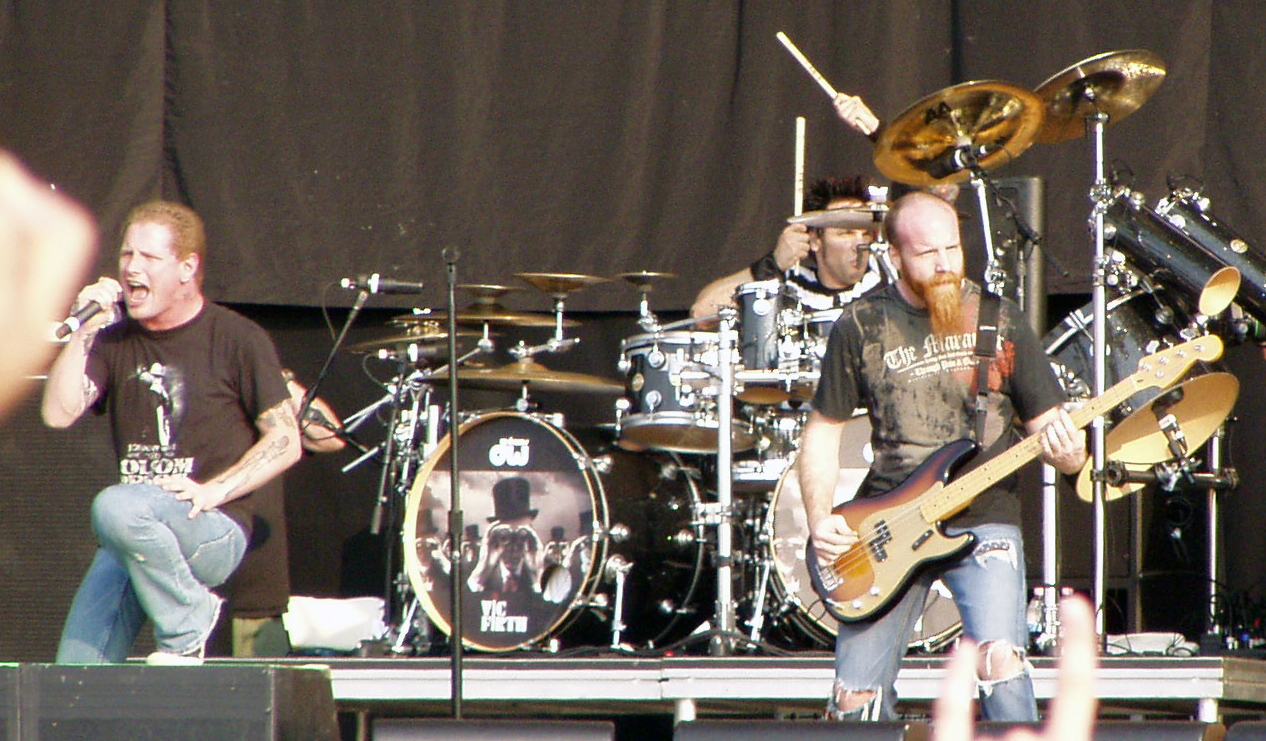
Gli Stone Sour dal vivo nel 2007

Il gruppo venne fondato dal cantante Corey Taylor e dal batterista Joel Ekman. Il suo nome deriva da quello di un cocktail, e significa letteralmente "acido di pietre". Inizialmente il gruppo ebbe problemi interni, anche perché fino al 1995 non riuscì ad avere un chitarrista stabile, fino a quando Jim Root non fece la sua comparsa. In un primo momento Root non volle farne parte, ma dopo aver sentito alcuni brani del gruppo, cambiò radicalmente idea. Così gli Stone Sour giunsero ad una formazione stabile con Corey Taylor al microfono, Joel Ekman alla batteria, Jim Root e Josh Rand alle chitarre e Shawn Economaki al basso.
Dopo tre anni di ricerche per un contratto discografico, nel 1995 Taylor e Root abbandonarono il gruppo per unirsi agli Slipknot, provenienti anch'essi da Des Moines e presto divenuti tra i capofila del genere nu metal. I componenti rimasti registrarono nel 2000 Click Here to Exit, un album mai pubblicato e contenente 13 tracce e che permise al gruppo di firmare un contratto con la Roadrunner Records. Molte di queste tracce (Get Inside, Bother, Idle Hands e Omega) furono inserite nell'album di debutto del 2002 mentre altre tre tracce (Kill Everybody, The Wicked e Road Hog) apparvero nei singoli estratti dal primo album.

### Stone Sour(2002-2004)

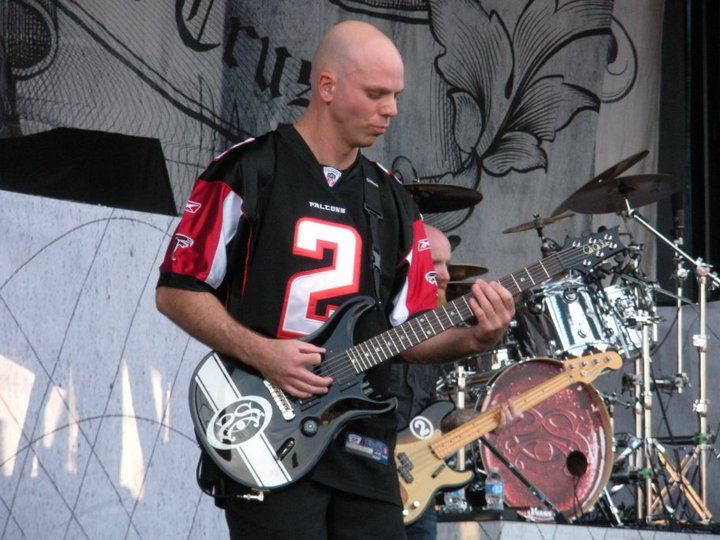
Josh Rand in concerto nel 2010

Nel 2002 Taylor e Root decisero di contattare Rand e Economaki per la realizzazione di un album e non appena rientrati in studio, gli Stone Sour incisero l'omonimo album di debutto, prodotto dalla Roadrunner Records (già responsabile del successo degli Slipknot); il disco ottenne un buon successo e fu certificato dalla RIAA disco d'oro. Inoltre il brano Bother fu inserito nella colonna sonora del film Spider-Man (sebbene il brano sia stato accreditato al solo Taylor).
Gli Stone Sour realizzarono anche un breve tour per promuovere l'album, dopodiché entrarono in pausa a causa degli impegni di Taylor e di Root con gli Slipknot per la realizzazione dell'album Vol. 3: (The Subliminal Verses), pubblicato nel 2004.

### Come What(ever) May(2006-2007)
Agli inizi del 2006 il gruppo si riunì per la registrazione di un secondo album in studio. Durante le prime fasi di registrazione del disco, Ekman è stato costretto a lasciare la formazione per dedicare il proprio tempo al figlio di nove anni a cui fu diagnosticato un glioma; il 24 marzo venne annunciato come sostituto Roy Mayorga, ex-batterista dei Soulfly e allora turnista dei Sepultura. Le parti di batteria registrate nel brano 30/30-150 furono invece curate da Shannon Larkin dei Godsmack. L'album, intitolato Come What(ever) May, è infine uscito il 1º agosto ed è stato seguito un tour promozionale composto da diverse date, tra cui il Family Values Tour del 2006 a cui hanno partecipato Korn e Deftones.
Il 26 giugno 2007 uscì un'edizione speciale dell'album, contenente sei tracce aggiuntive e un DVD intitolato Live in Moscow, il quale uscì digitalmente sull'iTunes Store statunitense il 14 agosto dello stesso anno.

### Audio Secrecy(2009-2011)
Il 6 febbraio 2009 Corey Taylor rivelò che gli Stone Sour avrebbero lavorato a un nuovo album a partire dall'autunno 2009 per poi confermare in un'altra intervista che il gruppo sarebbe entrato in studio nel gennaio 2010 per le prime fasi di registrazioni dell'album, fissato per l'estate 2010. Il disco, a detta di Taylor, è stato descritto come "più oscuro di Come What(ever) May, ma molto più melodico, molto più forte, molto più maturo e i testi che stanno venendo fuori sono molto buoni".
Dopo aver annunciato Rob Cavallo alla produzione dell'album, il gruppo decise tuttavia di affidarsi nuovamente a Nick Raskulinecz, produttore dell'album precedente. Il 10 maggio 2010 gli Stone Sour annunciarono il titolo dell'album, Audio Secrecy, e la data di pubblicazione, fissata per il 7 settembre 2010. Il 24 settembre 2011 prendono parte al Rock in Rio con l'ex-batterista dei Dream Theater Mike Portnoy in temporanea sostituzione di Roy Mayorga.

### House of Gold & Bones(2012-2014)

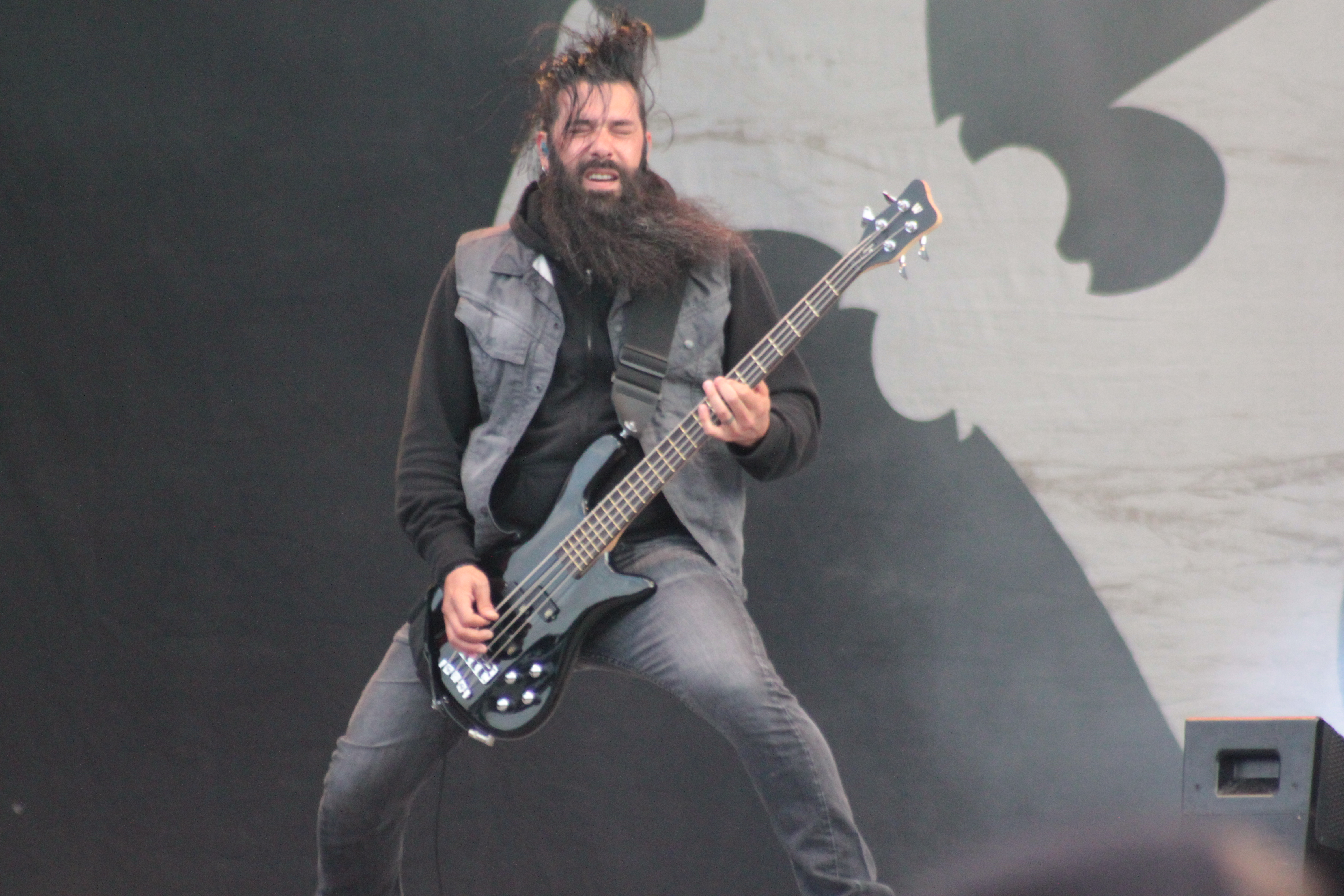
Johnny Chow in concerto nel 2013

Il 4 maggio 2012 il gruppo ha annunciato l'abbandono del bassista Shawn Economaki a causa di «problemi personali»; il posto vacante è stato preso in via temporanea da Rachel Bolan degli Skid Row, il quale ha rivelato di aver registrato 24 brani con il gruppo per il quarto album. L'11 giugno Corey Taylor ha rivelato attraverso Twitter il titolo dell'album, House of Gold and Bones, e il fatto che si sarebbe trattato di un concept album suddiviso in due parti.
La prima parte del concept, anticipata dal doppio singolo Gone Sovereign/Absolute Zero, è stata pubblicata il 23 ottobre 2012, mentre la seconda parte è stata pubblicata il 9 aprile 2013. In occasione della promozione del doppio concept, gli Stone Sour hanno ingaggiato come bassista Johnny Chow, divenuto successivamente membro ufficiale del gruppo.
Il 17 maggio 2014 viene annunciato che il chitarrista Jim Root ha lasciato il gruppo, per dedicarsi alla registrazione del quinto album degli Slipknot. A ricoprire il posto di chitarrista è stato Christian Martucci.

### La trilogiaBurbank(2014-2016)
Nel mese di febbraio 2014 il gruppo ha realizzato presso il Room 237 di Burbank una reinterpretazione del brano The Dark dei Metal Church, successivamente pubblicato il 6 febbraio 2015 all'interno della colonna sonora del film Fear Clinic, diretto da Corey Taylor. Tale reinterpretazione ha svolto da base per una realizzazione di un album di cover da parte del gruppo, il cui titolo, rivelato da Taylor il 30 ottobre 2014, è Meanwhile in Burbank....
Pubblicato il 18 aprile 2015, in concomitanza con il Record Store Day, il disco è un EP composto da cinque reinterpretazioni di altrettanti brani originariamente interpretati dai Judas Priest, Kiss, Alice in Chains, Metallica e Black Sabbath. Ad anticiparne la pubblicazione è stata la reinterpretazione del brano dei Metallica Creeping Death, resa disponibile per l'ascolto a partire dal 13 aprile.
A inizio agosto 2015 è stato rivelato che gli Stone Sour hanno iniziato a registrare un secondo EP di cover, intitolato Straight Outta Burbank e composto da reinterpretazioni di brani di artisti quali Iron Maiden, Slayer e Mötley Crüe; la pubblicazione di tale EP è avvenuta il 27 novembre dello stesso anno, in concomitanza con il Record Store Day, e ad anticiparne l'uscita è stata la reinterpretazione del brano dei Rolling Stones Gimme Shelter, inciso in duetto con Lzzy Hale degli Halestorm e reso disponibile per l'ascolto dal 9 novembre.
In un'intervista tenuta sempre nell'agosto 2015, Taylor ha inoltre dichiarato che sarà previsto un terzo EP di cover, intitolato No Sleep 'Till Burbank e composto da reinterpretazioni di brani originariamente incisi da Van Halen, Violent Femmes, Buzzcocks, Rage Against the Machine e AC/DC.

### Hydrograde la pausa (2017-2020)
Il 23 gennaio 2017 Corey Taylor ha dichiarato che il gruppo era entrato in studio con Jay Ruston, che aveva già collaborato con gli Stone Sour al doppio concept House of Gold & Bones, rivelandone il titolo, Hydrograd. In un video pubblicato il 6 marzo, inoltre, il gruppo ha indica giugno come mese designato per l'uscita del sesto album.
Il 27 aprile 2017 il gruppo ha presentato il video musicale del brano Fabuless e ha annunciato la data di pubblicazione dell'album, fissata al 30 giugno, oltre ad aver reso disponibile per l'ascolto anche il brano Song #3. Anche quest'ultimo brano è stato accompagnato da un video, diretto da Ryan Valdez e uscito il 23 maggio. Il 2 giugno è stata la volta del brano Taipei Person/Allah Tea, reso disponibile per l'ascolto attraverso il canale YouTube del gruppo.
Dopo essere entrati in completa inattività a partire dal 2020, in un'intervista dell'agosto 2022 Taylor ha spiegato che il gruppo è in un periodo di «pausa indefinita», e che difficilmente ritornerà in attività in quanto i componenti «hanno problemi che non vogliono risolvere tra di loro» e, riferendosi a sé stesso, che «ho raggiunto un'età dove mi rifiuto di perdere tempo con persone con le quali non mi trovo bene».

## Formazione
Attuale
- Corey Taylor – voce (1992-1997, 2000-2020)
- Josh Rand – chitarra (1993, 2000-2020)
- Christian Martucci – chitarra (2014-2020)
- Johny Chow – basso (2012-2020)
- Roy Mayorga – batteria (2006-2020)

Ex componenti
- Joel Ekman – batteria (1992-1997, 2000-2006)
- Shawn Economaki – basso (1994-1997, 2000-2012)
- Jim Root – chitarra, cori (1996-1997, 2000-2014)

Turnisti
- Mike Portnoy – batteria (2011)

## Discografia

### Album in studio
- 2002 – Stone Sour
- 2006 – Come What(ever) May
- 2010 – Audio Secrecy
- 2012 – House of Gold & Bones Part 1
- 2013 – House of Gold & Bones Part 2
- 2017 – Hydrograd

### Album dal vivo
- 2007 – Live in Moscow
- 2019 – Hello, You Bastards: Live in Reno